# الرابطة الثقافية لجمهورية ألمانيا الديمقراطية
الرابطة الثقافية لجمهورية ألمانيا الديمقراطية ( (بالألمانية: Kulturbund der DDR)‏ KB) كان اتحادًا للأندية المحلية في جمهورية ألمانيا الديمقراطية (GDR). وشكلت جزءًا من الجبهة الوطنية التي يقودها حزب الوحدة الاشتراكية، وأرسلت ممثلين إلى فولكسكامر. ضمت الجمعية العديد من الكتاب، بما في ذلك ويلي بريديل، فريتز Erpenbeck، برنهارد كيلرمان، فكتور كليمبرر، أنا زيجرس، بودو أوز، أرنولد تسفايغ. وكان أول رئيس لها جوهانس آر. بيشر.
كان ويلفريد ماس وزير كولتوربوند 1984-1990.  اعتبارا من عام 1987، بلغ عدد الأعضاء 273000. 

## رؤساء الرابطة الثقافية لجمهورية ألمانيا الديمقراطية
| اسم             | دخلت مكتب | ترك المكتب |
| --------------- | --------- | ---------- |
| جوهانس آر. بيشر | 1949      | 1958       |
| ماكس بورغاردت   | 1958      | 1977       |
| هانز بيشنر      | 1977      | 1990       |